# Farah Nabulsi
Farah Nabulsi (nacida en 1978) es una cineasta británica-palestina defensora de los  derechos humanos. Ha sido nominada a un Oscar y ganadora de un  BAFTA . 

## Biografía
Nabulsi nació y creció en Londres. Es hija de madre palestina y padre palestino-egipcio. Su padre se trasladó a Reino Unido para estudiar un doctorado en ingeniería civil y su madre llegó a través de Kuwait cuando su familia abandonó Palestina tras la guerra árabe-israelí de 1967. Nabulsi asistió a la Francis Holland School para niñas y se graduó en la Cass Business School de Londres.
En 2013, tras su primer viaje a Palestina para rastrear sus raíces familiares decidió cambiar su trabajo como analista financiera con calificación CFA en un banco de inversión, y más tarde en JP Morgan, por el cine.

### Carrera cinematográfica
En 2016, fundó Native Liberty Productions, una productora de medios de comunicación sin ánimo de lucro, cuyo objetivo es rehumanizar a los palestinos y llamar la atención sobre las injusticias que afrontan. También es la fundadora de oceansofinjustice.com, una plataforma educativa en línea con noticias sobre los territorios ocupados por Israel.
Nabulsi ha presentado su trabajo en conocidas organizaciones como la Sede de las Naciones Unidas en Nueva York, donde intervino junto a los delegados del Consejo de la Cámara de Fideicomisarios.
En 2021, debutó como directora con The Present,  película que  fue nominada al premio Oscar en la categoría de Mejor Cortometraje de Acción en Vivo. El 10 de abril de 2021 ganó el premio BAFTA al Mejor Cortometraje. El único corto que se presentó para ambos premios.The Present ganó diversos premios en varios festivales a lo largo del mundo.
En septiembre de 2023 presentó The Teacher,en el Festival Internacional de Cine de Torontoque cuenta la historia de un profesor de escuela palestino que lucha por conciliar su arriesgado compromiso con la resistencia política con su apoyo emocional a uno de sus alumnos y la oportunidad de una nueva relación con una trabajadora voluntaria.The Teacher ha ganado diversos premios internacionales, incluyendo el premio del público en el Festival Internacional de Cine de San Francisco.

## Filmografía
| Año  | Título                 | Directora | Guionista | Productora |
| ---- | ---------------------- | --------- | --------- | ---------- |
| 2016 | Oceans of Injustice    | No        | Sí        | Sí         |
| 2017 | Today They Took My Son | No        | Sí        | Sí         |
| 2018 | Nightmare of Gaza      | No        | Sí        | Sí         |
| 2020 | The Present            | Sí        | Sí        | No         |
| 2023 | The Teacher            | Sí        | Sí        | Sí         |